# Темљине
Темљине (словен. Temljine, итал. Temeline) је насељено место у општини Толмин, Горишка регија, Словенија.

## Историја
До територијалне реорганизације у Словенији било је у саставу старе општине Толмин.

## Становништво
У попису становништва из 2011. године, Темљине је имало 41 становника.
| Број становника према пописима | Број становника према пописима | Број становника према пописима |
| ------------------------------ | ------------------------------ | ------------------------------ |
| 1991                           | 2002                           | 2011                           |
| 51                             | 45                             | 41                             |

Напомена: Године 2005. извршена је мања размена територија између насеља Кнежа и Темљина.